# Сібусісо Мойо
Сібусісо Мойо (англ. Sibusiso Moyo; (1960 , Mberengwa Districtd, Мідлендс  — 20 січня 2021 , Хараре ) — зімбабвійський державний і політичний діяч. Генерал-лейтенант сухопутних військ Зімбабве. Відомий тим, що оголосив про вигнання Роберта Мугабе на національному телебаченні під час військового перевороту 2017 року. З листопада 2017 року до своєї смерті обіймав посаду міністра закордонних справ та міжнародної торгівлі в кабінеті Еммерсона Мнангагви.

## Походження та навчання
Народився в Мберенгві у 1960 році. Був третім із восьми дітей. Під час навчання в середній школі Манами приєднався до Визвольної війни народу Зімбабве в 1977. Здобув освітній ступінь магістра та науковий ступінь доктора наук у галузі міжнародних відносин у Зімбабвійському університеті, а також освітній ступінь магістра ділового адміністрування у Відкритому університеті Зімбабве.

## Кар'єра
Служив у званні генерал-майора у Національній армії Зімбабве, а у грудні 2017 року після виходу на пенсію йому було присвоєно звання генерал-лейтенанта. У січні 2016 року колишній президент Роберт Мугабе підвищив його з бригадного генерала до генерал-майора.
15 листопада 2017 року зробив заяву в державній телекомпанії Zimbabwe Broadcasting Corporation, через день після початку домашнього арешту Роберта Мугабе. Заперечуючи факт військового перевороту, заявив, що «президент і його сім'я в цілості та безпеці, та їхня безпека гарантована», і що військові «переслідували лише злочинців навколо [Мугабе], які вчиняють злочини, завдають соціальних та економічних страждань у країні» . Далі заявив, що «як тільки ми виконаємо нашу місію, ми очікуємо, що ситуація повернеться до нормального життя». Через три дні подякував усім зімбабвійцям, які пройшли маршем солідарності на знак підтримки усунення Роберта Мугабе з посади. Заява відіграла роль у настроях армії для усунення Роберта Мугабе з посади президента Зімбабве, що у поєднанні з молодою зовнішністю Мойо принесла йому прізвисько «Генерал Бей» (bae — термін звернення до друга серед молоді) або Народний генерал (People's general).
30 листопада 2017 року був призначений міністром закордонних справ та міжнародної торгівлі в кабінеті Еммерсоном Мнангагви, який змінив Мугабе на посаді президента Зімбабве. Був одним із трьох членів кабінету Еммерсона Мнангагви, які не були членами парламенту (іншими були Перенс Ширі та Кірсті Ковентрі). Через публічну роль Сібусісо Мойо у поваленні режиму Роберта Мугабе в зімбабвійській пресі з'явилися припущення, що Еммерсон Мнангагва вибрав його своїм наступником. У 2018 році був присутній на зустрічі глав урядів Співдружності націй у Лондоні.

## Особисте життя
Був одружений з суддею Лоїсе Матанді. Пара мала двох синів та трьох доньок .
Помер від коронавірусної інфекції COVID-19 20 січня 2021 року в місцевій лікарні в Харарі. Йому було 60 або 61 рік. Похований в Акрі національних героїв .